# Voo Partnair 394
O voo Partnair 394 foi um voo charter da companhia aérea norueguesa Partnair que caiu em 8 de setembro de 1989, 18 quilômetros ao norte de Hirtshals na costa norte da Dinamarca. Todos os 50 passageiros e 5 membros da tripulação a bordo da aeronave morreram, e é o desastre aéreo mais mortal da Dinamarca. O acidente foi causado pelo uso de peças falsificadas de aeronaves em reparos e manutenção.

## Aeronave
O Convair CV-580 destruído no acidente, registrado LN-PAA, foi fabricado em 1953 e tinha 36 anos antes de ser operado pela companhia aérea charter Partnair. O avião mudou de proprietário várias vezes e teve várias modificações.  A aeronave tinha vários registros anteriores, N73128, EC-FDP, PK-GDS, HR-SAX, JA101C, N770PR e C-GKFT e foi reconstruída após um incidente durante o pouso em 1978.  A modificação mais significativa foi uma mudança de motores a pistão para motores turboélice em 1960; isto adicionou mais potência à aeronave. Uma empresa canadense especializada na manutenção de Convairs era a proprietária da aeronave antes da Partnair adquiri-la. O LN-PAA foi uma das aeronaves mais recentemente adquiridas da frota da companhia aérea. No momento do acidente, havia 2 outros Convair 580 na frota da empresa.

## Antecedentes
No momento do acidente, a Partnair estava em dificuldades financeiras. As dívidas da companhia aérea fizeram que, no dia do voo acidentado, as autoridades da aviação norueguesa notificaram os aeroportos do país escandinavo para não permitirem a partida dos aviões da Partnair, uma vez que a mesma não tinha pago vários encargos e taxas.

## Acidente
O Convair 580 estava a caminho do Aeroporto de Oslo, Fornebu, Noruega para o Aeroporto de Hamburgo, Alemanha Ocidental (hoje reunificada, apenas Alemanha). Os passageiros eram funcionários da empresa de navegação Wilhelmsen Lines que voavam para Hamburgo para a cerimônia de lançamento de um novo navio. Metade dos funcionários da sede da empresa estava a bordo. Leif Terje Løddesøl, executivo da Wilhelmsen, disse que o ambiente na empresa era "muito, muito bom" antes do acidente aéreo. Ele disse que alguns dos funcionários "talvez" tivessem participado de cerimônias de nomeação anteriores, que ele descreveu como "bastante empolgantes". Um funcionário regular do voo, um dos funcionários de melhor desempenho da empresa, foi convidado a fazer o discurso durante a cerimônia de lançamento. Løddesøl disse que raramente uma "pessoa normal" da empresa era escolhida para ler o discurso na cerimônia de nomeação.
A tripulação de vôo consistia no Capitão Knut Tveiten e o primeiro-oficial Finn Petter Berg, ambos com 59. Tveiten e Berg eram amigos íntimos que voaram juntos durante anos. Ambos os pilotos eram muito experientes, com cerca de 17.000 horas de vôo bem-sucedidas cada. Berg também foi gerente de operações de voo da empresa.
Antes do voo, a tripulação constatou que um dos dois geradores de energia principais estava com defeito e estava assim desde o dia 6 de setembro. Além disso, o mecânico que inspecionou a aeronave não conseguiu repará-la. Na jurisdição norueguesa, uma aeronave só pode decolar se tiver duas fontes de energia operáveis.  Além disso, a Lista de Equipamentos Mínimos da aeronave exigia dois geradores operacionais. O primeiro oficial decidiu que iria voar com a unidade de potência auxiliar (APU) em operação, de modo que o voo tivesse duas fontes de potência e, portanto, pudesse partir. 
O aeroporto recusou-se a autorizar o voo até que a conta do buffet fosse paga. Antes da decolagem, o primeiro oficial deixou a cabine para pagar a empresa de eventos que fretou o voo. Como resultado disso, o avião partiu com quase uma hora de atraso, finalmente decolando às 15:59 (horário local, 13:59 UTC) 
Enquanto a aeronave voava sobre à água em atitude de cruzeiro planejada em 22.000 pés, um jato de combate F-16 Fighting Falcon da Força Aérea Norueguesa passou por ela. O piloto de caça se assustou com o surgimento repentino da aeronave e contatou o controle de tráfego aéreo de Oslo. Ele acreditava que os dados do radar eram falsos e que a aeronave estava mais perto de seu jato do que o computador de bordo havia indicado.
À medida que a aeronave se aproximava da costa dinamarquesa, 22.000 pés (6.706 m) sobre o Mar do Norte, o Controle de Tráfego Aéreo de Copenhague viu que o voo 394 estava fora de curso e caindo rapidamente, provavelmente caindo no mar, cerca de 20 km ao norte da costa dinamarquesa.

## Investigação

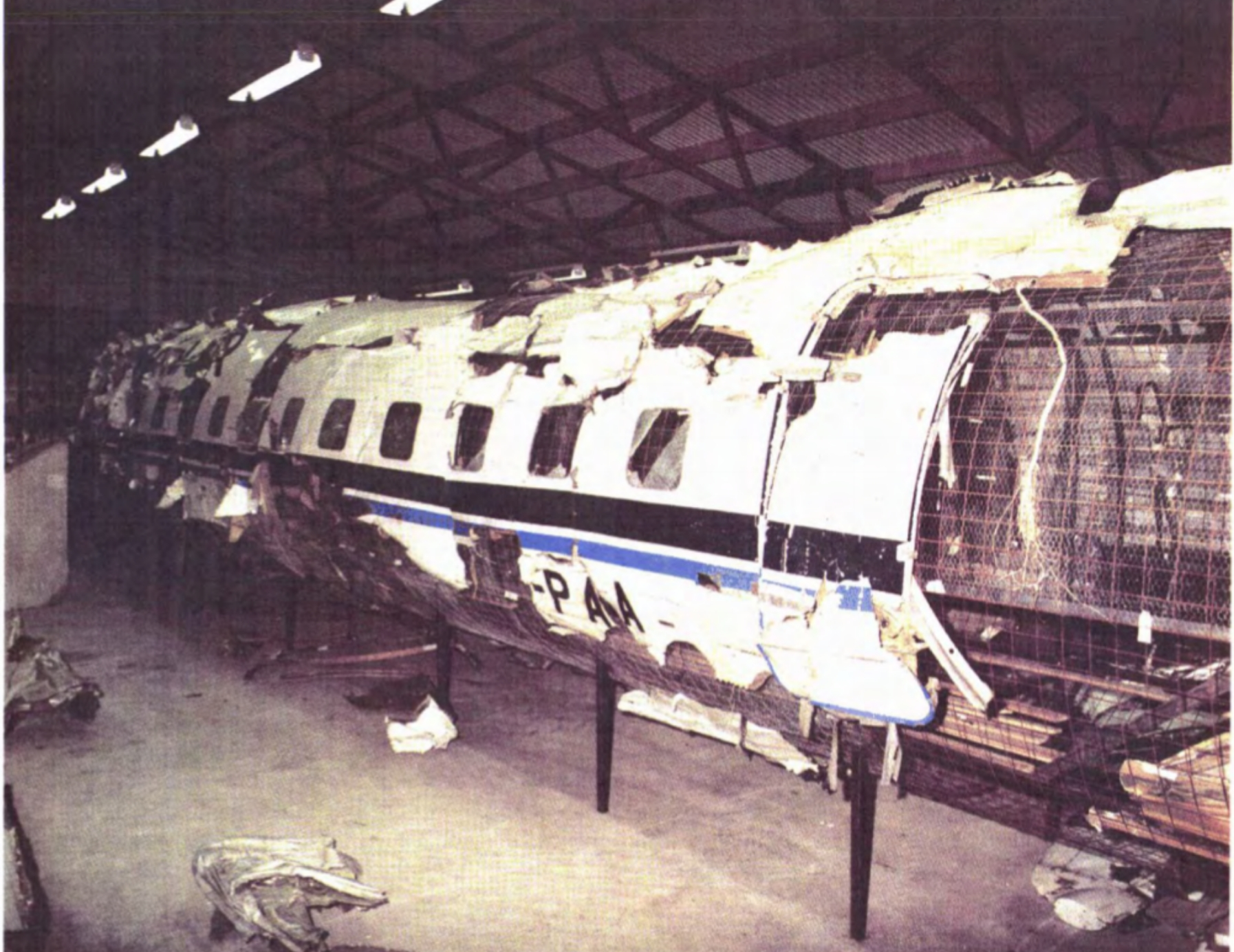
Reconstrução da fuselagem do Partnair 394

A Accident Investigation Board Norway (AIBN) investigou o desastre e conseguiu recuperar 50 dos 55 corpos antes de enviá-los para autópsias na Dinamarca. Os investigadores usaram um sonar de varredura lateral para traçar as posições dos destroços. As peças se acomodaram em uma área de 2 quilômetros de largura, levando os investigadores a acreditar que a aeronave se desintegrou no ar. Felizmente, 90% da aeronave pôde ser reconstruída. 
Em um acidente aéreo, o gravador de voz da cabine (CVR) geralmente pode gravar seus minutos finais. No acidente da Partnair, no entanto, ele registrou o início do voo e parou pouco antes de a aeronave decolar. A partir dos registros de manutenção, os investigadores descobriram que, 10 anos antes do voo acidentado, a fonte de alimentação do gravador de voz da cabine tinha sido reconectada para se conectar ao gerador da aeronave em vez da bateria da aeronave se a potência total fosse aplicada para a decolagem. Como o gerador estava inoperante neste voo, a energia para o CVR foi desligada quando a aeronave decolou. 
Algumas especulações iniciais afirmavam que explosivos derrubaram o voo 394. De fato, em dezembro de 1988, uma bomba derrubou o voo 103 da Pan Am. Além disso, a primeira-ministra norueguesa Gro Harlem Brundtland havia usado a aeronave acidentada em suas viagens de campanha. A imprensa norueguesa acredita que o acidente foi uma tentativa de assassinato. Testemunhas do acidente disseram que ouviram um barulho alto ao ver a aeronave cair. O fato de a aeronave ter se desintegrado no ar deu credibilidade à teoria da bomba. A especulação na imprensa posteriormente incluiu um cenário em que o avião havia sido abatido, possivelmente pelo exercício de guerra da OTAN "Operação Lança Afiada", que ocorreu no dia do acidente perto da rota de voo, pois os investigadores encontraram pequenos vestígios de explosivos em peças recuperadas do fundo do mar. No entanto, os investigadores descobriram que o resíduo não era de uma bomba ou ogiva, pois não havia quantidade suficiente dele presente. Finn Heimdal, investigador da AIBN, disse em uma entrevista que o resíduo parecia mais uma contaminação do que qualquer outra possibilidade. O mar tinha munições antigas, já que muitas batalhas haviam sido travadas na costa da Dinamarca. Os investigadores concluíram que as peças da aeronave adquiriram resíduos do fundo do mar ou que os vestígios de explosivos foram acumulados por contaminação antes do acidente ou devido ao armazenamento. 
O metalúrgico Terry Heaslip, da empresa canadense Accident Investigation and Research Inc. examinou a pele da aeronave na cauda e encontrou sinais de superaquecimento, especificamente que a pele havia sido flexionada repetidamente, por meio de um fenômeno conhecido como vibração. Isso fez com que os investigadores examinassem melhor a cauda da aeronave. Além disso, a equipa de investigação constatou que a Auxiliary Power Unit (APU), que se encontrava na cauda, gerava calor que derreteu certas peças de plástico, indicando que a APU estava a funcionar durante o voo, embora normalmente não o fosse. O mecânico que inspecionou a aeronave no dia do acidente disse aos investigadores que um dos dois geradores principais da aeronave havia falhado e que ele não conseguiu consertar o gerador defeituoso. Os investigadores descobriram que os pilotos haviam anotado no diário de bordo que operariam a APU durante todo o voo, uma vez que duas fontes de energia são necessárias para o voo. Eles também descobriram que a montagem frontal da APU estava quebrada, o que o permitia vibrar excessivamente. 
As duas portas de proteção na cauda da aeronave não estavam presentes na recuperação. Eles foram construídos com um revestimento em colmeia de alumínio e as propriedades reflexivas do metal permitiram que as portas aparecessem no radar quando flutuavam livremente. Isso levou a AIBN a concluir que os objetos não identificados rastreados em grande altitude pelo radar sueco por 38 minutos eram provavelmente as portas de proteção, que haviam se separado da cauda da aeronave. A partir disso, o AIBN descobriu que a cauda falhou a 22.000 pés. Se o leme se movesse de maneira violenta, os pesos atrás das portas também se moveriam violentamente e atingiriam as portas de proteção. Portanto, o leme havia feito um movimento violento conforme o acidente se desenrolava.  
A Partnair sugeriu que o caça F-16 estava voando a uma velocidade muito rápida e mais próximo do Convair do que o noticiado na mídia. Portanto, o jato, que teria quebrado a barreira supersônica naquele ponto, teria criado uma onda de pressão supersônica que faria com que o Convair se desintegrasse no ar. O Instituto Nacional de Pesquisa Aeronáutica, uma instalação sueca de pesquisa de tecnologia de aviação, disse que há 60% de chance de ser essa a causa. O piloto do F-16 norueguês testemunhou que o caça estava 1.000 pés acima do Convair. Os investigadores concluíram que o F-16 deveria estar a poucos metros do Convair para ter afetado a aeronave de passageiros de tal maneira e não encontraram evidências de que as duas aeronaves estivessem tão próximas, e a investigação da AIBN concluiu nenhuma conexão com o acidente.  Depois que o relatório final foi emitido, especulou-se que a AIBN havia duvidado das informações de radar que recebeu, levando os irmãos Thoresen para entrar com uma ação judicial, mas uma decisão no lagmannsrett norueguês (tribunal intermediário) rejeitou isso em 2004.  
O gravador de dados de voo (FDR) era um modelo analógico antiquado que usava tiras de folha de metal riscadas por pinos móveis. Aqui, ele não registrou leituras de aceleração vertical e indicações de rumo mal registradas. Uma agulha gravou algumas linhas duas vezes, inicialmente confundindo os investigadores, levando a equipe a enviar o FDR para a empresa americana que o fabricou. O fabricante pediu a um ex-funcionário, o maior especialista em gravadores de dados de voo da empresa, que saísse temporariamente da aposentadoria para examinar o gravador. O especialista concluiu que a agulha que supostamente registrava a altitude estava tremendo tanto que deixou outras marcas no papel alumínio. Este FDR em particular era capaz de gravar centenas de horas; investigações posteriores descobriram que a agulha estava tremendo anormalmente há meses. Isso disse aos investigadores que outro componente, não apenas o APU com a montagem quebrada, também estava vibrando. Os investigadores mapearam as vibrações e descobriram que dois meses antes do acidente, as vibrações pararam por duas semanas, imediatamente após a aeronave receber uma grande revisão no Canadá pelo proprietário anterior da companhia aérea. Durante os voos de teste da companhia canadense da aeronave e seus primeiros voos de passageiros a Partnair, o FDR registrou quase nenhuma vibração anormal. Uma revisão dos registros de manutenção da aeronave revelou que durante a revisão, o mecânico descobriu desgaste em um dos quatro parafusos que mantinham a nadadeira vertical e a fuselagem juntas e o substituiu. As vibrações pararam depois que um parafuso e suas luvas associadas foram substituídos. Quando as vibrações voltaram mais tarde, elas aumentaram continuamente até o acidente. 
Depois que os investigadores recuperaram todos os quatro parafusos, luvas e pinos, eles descobriram que o parafuso e as peças instaladas pela empresa canadense eram equipamentos devidamente aprovados, mas os outros três parafusos e suas peças eram falsificados e foram incorretamente tratados termicamente durante a fabricação. Cada um desses parafusos poderia suportar apenas cerca de 60% de sua resistência à ruptura pretendida, tornando-os menos do que práticos de usar na aeronave. Os parafusos e as mangas falsas se desgastaram excessivamente, fazendo com que a cauda vibrasse durante 16 voos concluídos e no voo acidentado.
Os investigadores concluíram que, eventualmente, a montagem quebrada do APU e os parafusos fracos segurando a cauda significavam que ambas as peças estavam vibrando, e essas vibrações atingiram a mesma frequência e entraram em ressonância, onde a força de múltiplas vibrações da mesma frequência se somam a isso um do outro e criam uma grande vibração. Assim, a vibração da cauda aumentou em amplitude até que falhou e se quebrou.     

## Dramatização
A história do desastre foi destaque na 7ª temporada da série canadense do National Geographic Channel, Mayday (conhecido como Air Emergency nos EUA, Mayday na Irlanda e Air Crash Investigation no Reino Unido e no resto do mundo). O episódio é intitulado "Sillent Killer" ("Falha Silenciosa" no Brasil).